# Walckenaeria tanzaniensis
Walckenaeria tanzaniensis är en spindelart som beskrevs av Rudy Jocqué och Nikolaj Scharff 1986. Walckenaeria tanzaniensis ingår i släktet Walckenaeria och familjen täckvävarspindlar.
Artens utbredningsområde är Tanzania. Inga underarter finns listade i Catalogue of Life.